# Sale Sharks
Il Sale Sharks Rugby Union Football Club è un club rugbystico britannico che milita nel campionato inglese di prima divisione di rugby XV, la English Premiership. Si trova a Sale, un centro della Grande Manchester, e la sua fondazione risale al 1861.
Nell'era del rugby XV professionistico il club si è laureato una volta campione d'Inghilterra, nel 2006, e ha vinto due volte l'European Challenge Cup, nel 2002 e nel 2005.
Nonostante la sede del club sia a Sale, la squadra disputa le partite interne a Stockport, altro centro della Grande Manchester.

## Palmarès
- Premiership: 1
2005-06
- Challenge Cup: 2
2001-02, 2004-05
- Premiership Rugby Cup: 1
2019–20